# Tahitian Noni International

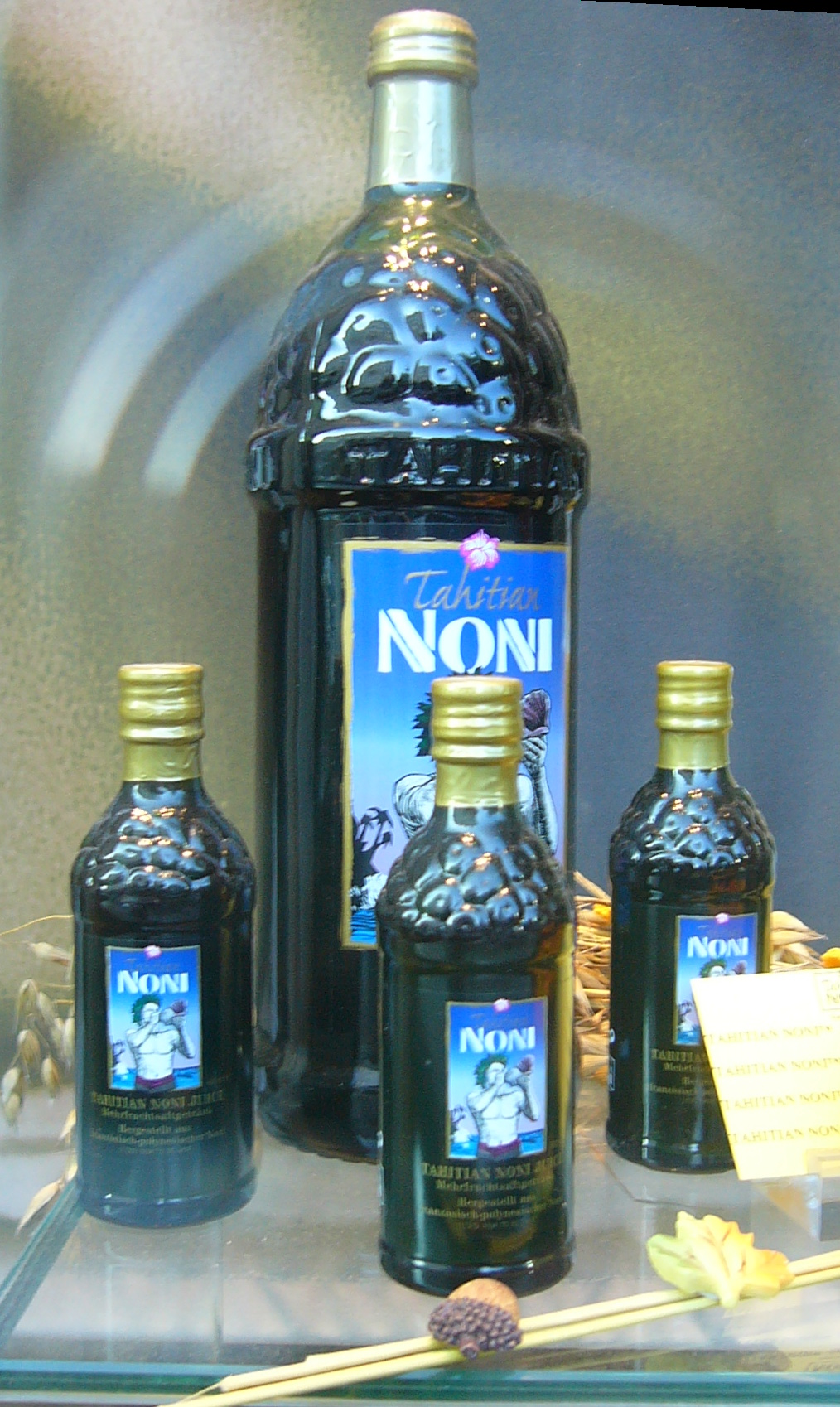
Noni juice

Tahitian Noni International (TNI) är ett företag som marknadsför produkter baserade på frukten noni. Företaget är ett av de ledande MLM -företagen och tillhör de snabbast växande företagen i historien. Företaget grundades 1996 och är baserat i Provo i Utah i USA. TNI sysselsätter cirka 1 500 anställda i hela världen och den totala årliga försäljningen är cirka 500 miljoner USD[källa behövs]. Huvudkontoret ligger i Provo och produktionsenheter finns i Tahiti, Japan, Kina, Tyskland och USA. TNI är ett dotterbolag till Morinda Holdings.

## Kontroverser

### Attorneys General för fyra amerikanska delstater vs. Morinda Holdings, Inc.
I augusti 1998 meddelade attorney general för Arizona, Kalifornien, New Jersey och Texas en överenskommelse med Morinda, Inc rörande anklagelser om unsubstantiated claims (grundlösa påståenden) om att företagets juice kunde bota eller förebygga bland annat diabetes, klinisk depression, hemorroider och artrit.". Användandet av sådana påståenden i marknadsföringen gjorde att produkten inte längre kunde klassas som juice utan som ett "icke-godkänt läkemedel" och produkten fick därmed inte säljas förrän den blivit godkänd av Food and Drug Administration. I överenskommelsen ingick att Morinda inte längre skulle:    
- Hävda att produken kunde bota eller förebygga några sjukdomar innan Food and Drug Administration verifierat detta.
- Presentera andra påståenden rörande juicens egenskaper om sagda egenskaper inte var vetenskapligt belagda.
- Inte använda vittnesmål på ett sätt som antydde att en individs upplevda nytta av juicen var att betrakta som förväntade resultat av konsumtion av juicen, utan att kunna belägga att det faktiskt rör sig om resultat som ligger inom det förväntade resultatet.

Vidare gick Morinda med på att återbetala inköpspriset till alla kunder som lämnade in skriftlig begäran härom, samt att betala USD 100 000 för kostnaderna för utredningen.